# Вулиця Олени Теліги (Рівне)
Вулиця Олени Теліги — одна з вулиць міста Рівне, що сполучає мікрорайон «Ювілейний» з місцевістю Боярка. Названа на честь української поетеси, публіцистки, діячки ОУН Олени Теліги, яка у 1941 році працювала в Рівному в редакції газети «Волинь».
Вулиця Олени Теліги починається від вулиці Дубенської і пролягає на північ до місця, де вона впирається у вулицю Вербову.
На вулиці міститься Рівненський військовий госпіталь, є чимало дерев та житлових будинків.